# Šigeo Fukuda
Šigeo Fukuda (japonsky 福田 繁雄, Fukuda Šigeo; 4. února 1932 Tokio – 11. ledna 2009 Tokio) byl japonský sochař, medailista, grafik a tvůrce plakátů. Patří k nejznámější japonské poválečné grafické designéry. Známé jsou především jeho protiválečné a environmentální plakáty. Známé jsou také jeho umělecké objekty, kde pracuje s optickou iluzí, např. Shadow of Motorbike je skulptura vytvořená ze šrotu, vrhající stín motocyklu.

## Životopis
Narodil se 4. února 1932 v Tokiu v rodině, která pracovala ve výrobě hraček. Po 2. světové válce Fukuda začal mít zájem o švýcarský minimalistický grafický design. V roce 1956 vystudoval Tokijskou univerzitu múzických umění.
Deník The New York Times popsal Fukudovy plakáty jako „složité koncepty vydestilované do působivých obrazů s jednoduchostí loga”. Jeho komerční práce zahrnuje oficiální plakát pro Světovou výstavu 1970 v Ósace. Plakát z roku 1980 pro Amnesty International zobrazující sevřenou pěst protkanou ostnatým drátem s písmenem „S“ ve slově „Amnestie“ u tvořeného propojenými okovy. Jednou z jeho nejznámějších prací je plakát Vítězství 1945, na kterém je projektil letící do otevřené hlavně kanónu. Dvojice plakátů vytvořených na oslavu Dne Země zahrnuje návrh zobrazující Zemi jako otvor semena na pevném mořském modrém pozadí a „1982 Happy Earth Day“, který zobrazuje sekeru s hlavou opřenou o zem a malou větvičku rašící vzhůru z jeho rukojeti. V roce 1987 byl Fukuda uveden do Síně slávy Art Directors Club v New Yorku, která ho popsala jako „dokonalého japonského vizuálního komunikátora“, čímž se stal prvním japonským designérem vybraným pro toto uznání. Art Directors Club zaznamenal „kousavě satirický komentář o nesmyslnosti války” v plakátu „Vítězství 1945”, který mu v roce 1975 vynesl hlavní cenu ve Varšavské soutěži plakátů, jejíž výtěžek šel na Hnutí fondu míru.
Na konci 60. let Fukudovo umělecké dílo viděl Paul Rand a rozhodl se mu pomoci uspořádat jeho první výstavu v USA v newyorské galerie IBM. Tato výstava představila Fukudu a vynesla mu širokou škálu uznání.
Fukuda zastával v letech 1993–1995 funkci viceprezidenta výkonné rady komunity Icograda, což z něj činilo poměrně respektovaného člena. Dříve byl také místopředsedou Mezinárodní rady asociací grafického designu a místopředsedou Japonské asociace grafických designérů. Také sloužil jako člen Alliance Graphique International a Tokyo Art Directors Club.
Jeho dům mimo Tokio měl 1,2 m vysoké přední dveře, které se zdály být daleko od někoho, kdo se k domu blíží. Tyto dveře byly vizuálním klamem, přičemž skutečným vchodem do domu byly neozdobené bílé dveře navržené tak, aby plynule splynuly se zdí domu.
Fukuda zemřel 11. ledna 2009 poté, co utrpěl subarachnoidální krvácení.

### Rodina
Jeho dcera Miran Fukuda (福田 美蘭) je malířka, a jeho tchán Jošio Hajaši (林 義雄) je malíř dětských motivů.

## Dílo
- Nástěná malba v gymnáziu Taishido Junior High School, Tokio
- Grapes
- Love Story (1973)
- Man (1974)
- Woman (1974)
- Cat/Mouse (1974)
- Encore (1976)
- Three-Dimensional Belvedere (1982)
- Underground Piano (1984)
- Venus in a Mirror (1984)
- Disappearing Pillar (1985)
- Three-Dimensional Model of Escher's Waterfall (1985)
- Lunch With a Helmet On (1987)
- Aquarium for Swimming Characters (1988)